# Nine Perfect Strangers (minissérie)
Nine Perfect Strangers é uma minissérie americana de drama baseado no livro de mesmo nome escrito por Liane Moriarty. A minissérie foi criada por David E. Kelley e John Henry Butterworth e estreou em 18 de agosto de 2021 no serviço de streaming Hulu.

## Enredo
Nove estranhos da cidade se reúnem para um retiro de 10 dias na Tranquillum House, um resort de saúde e bem-estar que promete transformar e curar os hóspedes que ali ficam. O resort não é o que parece ser e os hóspedes estão prestes a descobrir muitos segredos uns sobre os outros e sobre a anfitriã do resort, Masha.

## Elenco

### Principal
- Nicole Kidman como Marsha Dmitrichenko, a fundadora de um resort de bem-estar chamado Tranquillum House.[4]
- Melissa McCarthy como Francis Welty,[4] uma romancista lutando com sua vida profissional e pessoal.
- Michael Shannon como Napoleon Marconi,[4] marido de Heather e pai de Zoe, um professor de luto pela morte de seu filho.
- Luke Evans como Lars Lee,[4] um homem que chega ao resort com uma agenda oculta.
- Samara Weaving como Jessica Chandler,[4] uma influenciadora de mídia social e esposa de Ben.
- Asher Keddie como Heather Marconi,[4] esposa de Napoleão e mãe de Zoe, lamentando a morte de seu filho.
- Melvin Gregg como Ben Chandler,[4] marido rico e vencedor da loteria de Jessica.
- Tiffany Boone como Delilah,[4] uma devotada funcionária da Tranquillum House.
- Manny Jacinto como Yao,[4] o braço direito de Masha na Tranquillum House.
- Grace Van Patten como Zoe Marconi,[4] filha de Napoleão e Heather, lamentando a morte de seu irmão gêmeo.
- Zoe Terakes como Glory, outra funcionária da Tranquillum House.
- Regina Hall como Carmel Schneider,[4] uma mãe solteira cujo marido a deixou por uma mulher mais jovem.
- Bobby Cannavale como Tony Hogburn,[4] um ex-tight end lutando contra seu vício em drogas.

### Convidado especial
- Ben Falcone como Paul Drabble, um homem que perseguiu Francis que a deixou com o coração partido.

### Recorrente
- Hal Cumpston como Zach Marconi, filho falecido de Napoleão e Heather.

## Episódios
| N.º | Título                                            | Dirigido por    | Escrito por                                    | Lançamento             |
| --- | ------------------------------------------------- | --------------- | ---------------------------------------------- | ---------------------- |
| 1   | "Random Acts of Mayhem" "Atos Aleatórios de Caos" | Jonathan Levine | David E. Kelley e John-Henry Butterworth       | 18 de agosto de 2021   |
| 2   | "The Critical Path" "O Caminho Crítico"           | Jonathan Levine | David E. Kelley e John-Henry Butterworth       | 18 de agosto de 2021   |
| 3   | "Earth Day" "Dia da Terra"                        | Jonathan Levine | Roteiro por: Samantha Strauss                  | 18 de agosto de 2021   |
| 4   | "Brave New World" "Admirável Mundo Novo"          | Jonathan Levine | David E. Kelley & John-Henry Butterworth       | 25 de agosto de 2021   |
| 5   | "Sweet Surrender" "Doce Rendição"                 | Jonathan Levine | David E. Kelley                                | 1 de setembro de 2021  |
| 6   | "Motherlode" "Filão"                              | Jonathan Levine | Roteiro por: Jessica Sharzer e Jonathan Levine | 8 de setembro de 2021  |
| 7   | "Wheels on the Bus" "Rodas do Ônibus"             | Jonathan Levine | David E. Kelley                                | 15 de setembro de 2021 |
| 8   | "Ever After" "Para Sempre"                        | Jonathan Levine | David E. Kelley                                | 22 de setembro de 2021 |

## Produção

### Desenvolvimento
Em 1 de maio de 2019, foi anunciado que o Hulu havia dado à produção uma ordem direta para a série. A série limitada/minissérie foi criada por David E. Kelley e John Henry Butterworth, que também são produtores executivos ao lado de Nicole Kidman, Per Saari, Bruna Papandrea, Steve Hutensky e Casey Haver. As produtoras envolvidas com a série limitada são Made Up Stories, Blossom Films e Endeavor Content. Também está programado para estrear em 2021. Em 7 de janeiro de 2020, Melissa McCarthy se juntou à minissérie como produtora executiva. Em julho de 2020, foi anunciado que Jonathan Levine iria dirigir todos os oito episódios da série limitada, e também servir como produtor executivo, enquanto Gillian Bohrer se juntou à série como produtora. Yves Bélanger atuará como diretor de fotografia.

### Seleção de elenco
Junto com o anúncio inicial da série, foi relatado que Nicole Kidman havia sido para o papel principal. Além de seu anúncio de produção executiva, Melissa McCarthy também se juntou ao elenco em um papel principal. Em 27 de maio de 2020, Manny Jacinto se juntou ao elenco principal. Em junho de 2020, Asher Keddie e Luke Evans foram escalados para os papéis principais. Em julho de 2020, Melvin Gregg, Samara Weaving, Grace Van Patten, Tiffany Boone e Michael Shannon se juntaram ao elenco principal. Em agosto de 2020, Regina Hall e Bobby Cannavale foram escalados para papéis principais. Em 22 de outubro de 2020, Hal Cumpston se juntou ao elenco em um papel recorrente. Em 19 de novembro de 2020, Zoe Terakes foi escalado em um papel recorrente.

### Filmagens
Em 8 de julho de 2020, Evans revelou que as filmagens acontecerão na Austrália. Evans também revelou que todos os atores devem ficar em quarentena por 14 dias na cidade de chegada na Austrália, devido às regulamentações impostas pelo governo australiano em resposta à pandemia de COVID-19. Além disso, todos os atores devem ser testados durante a quarentena antes do início das filmagens. As gravações começaram em 10 de agosto de 2020, em Byron Bay, Nova Gales do Sul, Austrália. Em 21 de dezembro de 2020, Kidman anunciou que as filmagens haviam terminado.
Kidman conheceu a maioria dos outros nove atores bem na filmagem de sua primeira cena juntos, e permaneceu no personagem como Masha durante a produção.

## Lançamento
O Hulu lançou um trailer da série durante o 93º Oscar, que foi ao ar na ABC em 25 de abril de 2021. A minissérie estreou no Hulu em 18 de agosto de 2021, com os três primeiros episódios lançados de uma vez, e um novo episódio depois disso, lançado semanalmente. O último episódio foi lançado em 22 de setembro de 2021. Fora dos Estados Unidos e da China, a série foi exibida pelo Amazon Prime Video.

## Recepção
O site agregador de resenhas Rotten Tomatoes relata um índice de aprovação de 61% com uma classificação média de 6,2/10, com base em 97 comentários críticos. O consenso dos críticos diz: "Um mistério sinuoso pode confundir seu impacto, mas desempenhos fortes em toda a linha de seu conjunto eclético significam que Nine Perfect Strangers nunca é menos do que assistível." Metacritic, que usa uma média ponderada, atribuiu uma pontuação de 53 de 100 com base em 33 críticos, indicando "críticas mistas ou médias".
Em 24 de agosto de 2021, foi relatado que a estreia da série limitada é o original do Hulu mais assistido de todos os tempos.